# ديف دان
ديف دان هو لاعب هوكي الجليد كندي، ولد في 19 أغسطس 1948 في Moosomin, Saskatchewan ‏ في كندا.

## وصلات خارجية
- ديف دان على موقع دوري الهوكي الوطني (الإنجليزية)
- ديف دان على موقع قاعة مشاهير الهوكي (لاعب أن.إتش.أل) (الإنجليزية)
- ديف دان على موقع EliteProspects.com (الإنجليزية)
- ديف دان على موقع HockeyDB.com (الإنجليزية)
- ديف دان على موقع Hockey-Reference.com (الإنجليزية)